# St. Johns (circonscription électorale)
Pour les articles homonymes, voir Saint John.
Circonscription électorale provinciale du Canada
St. Johns est une circonscription électorale provinciale du Manitoba (Canada).
Les circonscriptions limitrophes sont McPhillips au nord, Kildonan-River East au nord-est, Elmwood au sud-est, Point Douglas au sud-ouest et Burrows à l'ouest.

## Liste des députés
| St. Johns                                   | St. Johns                                   | St. Johns                                   | St. Johns                                   | St. Johns                                   | St. Johns                                   |
| Nom                                         | Nom                                         | Parti                                       | Mandat                                      | Législature                                 |                                             |
| Circonscription issue de Winnipeg-Nord (en) | Circonscription issue de Winnipeg-Nord (en) | Circonscription issue de Winnipeg-Nord (en) | Circonscription issue de Winnipeg-Nord (en) | Circonscription issue de Winnipeg-Nord (en) | Circonscription issue de Winnipeg-Nord (en) |
| ------------------------------------------- | ------------------------------------------- | ------------------------------------------- | ------------------------------------------- | ------------------------------------------- | ------------------------------------------- |
|                                             | David Orlikow                               | Co-operative Commonwealth                   | 1958 - 1959                                 | 25e                                         |                                             |
|                                             | David Orlikow                               | Co-operative Commonwealth                   | 1959 - 1961                                 | 26e                                         |                                             |
|                                             | David Orlikow                               | Néo-démocrate                               | 1961 - 1962                                 | 26e                                         |                                             |
|                                             | Saul Cherniack                              | Néo-démocrate                               | 1962 - 1966                                 | 27e                                         |                                             |
|                                             | Saul Cherniack                              | Néo-démocrate                               | 1966 - 1969                                 | 28e                                         |                                             |
|                                             | Saul Cherniack                              | Néo-démocrate                               | 1969 - 1973                                 | 29e                                         |                                             |
|                                             | Saul Cherniack                              | Néo-démocrate                               | 1973 - 1977                                 | 30e                                         |                                             |
|                                             | Saul Cherniack                              | Néo-démocrate                               | 1977 - 1981                                 | 31e                                         |                                             |
|                                             | Don Malinowski                              | Néo-démocrate                               | 1981 - 1986                                 | 32e                                         |                                             |
|                                             | Judy Wasylycia-Leis                         | Néo-démocrate                               | 1986 - 1988                                 | 33e                                         |                                             |
|                                             | Judy Wasylycia-Leis                         | Néo-démocrate                               | 1988 - 1990                                 | 34e                                         |                                             |
|                                             | Judy Wasylycia-Leis                         | Néo-démocrate                               | 1990 - 1993                                 | 35e                                         |                                             |
|                                             | Gord Mackintosh                             | Néo-démocrate                               | 1993 - 1995                                 | 35e                                         |                                             |
|                                             | Gord Mackintosh                             | Néo-démocrate                               | 1995 - 1999                                 | 36e                                         |                                             |
|                                             | Gord Mackintosh                             | Néo-démocrate                               | 1999 - 2003                                 | 37e                                         |                                             |
|                                             | Gord Mackintosh                             | Néo-démocrate                               | 2003 - 2007                                 | 38e                                         |                                             |
|                                             | Gord Mackintosh                             | Néo-démocrate                               | 2007 - 2011                                 | 39e                                         |                                             |
|                                             | Gord Mackintosh                             | Néo-démocrate                               | 2011 - 2016                                 | 40e                                         |                                             |
|                                             | Nahanni Fontaine (en)                       | Néo-démocrate                               | 2016 - 2019                                 | 41e                                         |                                             |
|                                             | Nahanni Fontaine (en)                       | Néo-démocrate                               | 2019 - 2023                                 | 42e                                         |                                             |
|                                             | Nahanni Fontaine (en)                       | Néo-démocrate                               | 2023 - présent                              | 43e                                         |                                             |